# Nick Carter et le Trèfle rouge
Pour plus de détails, voir Fiche technique et Distribution.
Nick Carter et le Trèfle rouge est un film franco-italien réalisé par Jean-Paul Savignac, sorti en 1965.

## Synopsis
En mission à Anvers, l'agent Nick Carter affronte les auteurs du vol d'une caisse contenant des fusées équipées d'une charge nucléaire.

## Fiche technique
- Titre : Nick Carter et le Trèfle rouge
- Réalisation : Jean-Paul Savignac, assisté de Claude Miller
- Scénario et dialogues : Jean-Paul Savignac et Paul Vecchiali, d'après le roman de Claude Rank
- Photographie : Claude Beausoleil
- Musique : Alain Goraguer
- Son : Max Olivier
- Décors : Claude Pignot
- Montage : Lila Biro
- Coordinateur des combats et des cascades : Henri Cogan de l'équipe Claude Carliez
- Production : Chaumiane Productions - Parc Films (Paris) - Filmstudio (Rome)
- Directeur de production : Philippe Dussart
- Pays d'origine :  France -  Italie
- Tournage : du 14 juin au 18 juillet 1965
- Format : noir et blanc
- Genre : policier
- Durée : 82 minutes
- Date de sortie : 24 novembre 1965 en France

## Distribution
- Eddie Constantine : Nick Carter
- Nicole Courcel : Dora Beckmann
- Joe Dassin : Janos Adler
- Jeanne Valérie : Lia
- Jacques Harden : capitaine Herbert
- Roger Rudel : Beckmann
- Jean Ozenne : Wedermeyer sr.
- Pierre Rousseau : Niemann
- Michel Ruhl : Rudolph Wedermeyer
- Graziella Galvani : Nanny
- Gordon Felio : Gondi
- Marcel Champel : Commissaire
- Marcello Pagliero : prof. Witt
- Georges Guéret